# Jan Drozg
Jan Drozg (né le 1er avril 1999 à Maribor en Slovénie) est un joueur professionnel slovène de hockey sur glace. Il évolue à la position d'ailier gauche dans les rangs seniors depuis 2014.

## Biographie
Drozg grandit à Maribor et un proche de la famille de Jan Muršak. Alors que se dernier rejoint l'organisation des Red Wings de Détroit, Drozg devient un fan de l'équipe. Il commence sa carrière dans sa Slovénie où il participe à quelques matches séniors à un jeune âge. Pour continuer son développement, il rejoitn les ligues suédoises, d'un calibre plus élevé. Il doit alors quitter le milieu familial et s'adapter à une nouvelle culture est un nouveau langage, se qu'il considère comme un défi. Lors du repêchage de 2017, Drozg est sélectionné par les Penguins de Pittsburgh au 152e rang. Il est alors le deuxième slovène choisit le plus tôt au repêchage après Anže Kopitar.
Plus tard dans l'été, Drozg est sélectionné par les Cataractes de Shawinigan au 41e rang lors du repêchage d'importation de la LCH. Plus tard dans la soirée, l'équipe sélectionne aussi Danïl Roguanov. Il doit alors de nouveau s'adapté à une nouvelle culture. Cependant, contrairement à la Suède, où il pouvait utilisé l'anglais assez facilement, Drozg fait face à une barrière linguistique significative en Mauricie, largement unilingue francophone. Dès sa première saison à Shawinigan, il mène l'équipe en assistance et en points. À la fin de la saison, les Penguins lui donne un essai professionnel avec leur club-école: les Penguins de Wilkes-Barre/Scranton. Il retourne avec les Cataractes la saison suivante. Malgré que l'équipe est l'une des pires de la ligue, Drozg marque à un point par match. En mars 2019, il signe un contrat d'entré de trois ans avec l'équipe.
À sa première saison complète chez les professionnels, Drozg fait le saut entre la LAH et l'ECHL. Il a alors de la difficulté avec son nombre de revirement et son entraîneur Mike Vellucci lui reproche un effort inégal. Il pratique ses deux aspects dans l'entre-saison avec l'espoir de s'établir avec Wilkes-Barre/Scranton. Cependant, affecté par la pandémie de Covid-19, sa deuxième saison est repoussée à une date inconnue. Incapable de trouvé un prêt dans une ligue majeure dû à des limites de joueurs étrangers, il est finalement prêté au HK Olimpija Ljubljana, une équipe slovène évoluant en AlpsHL. À son retour en LAH, il a de la difficulté à avoir un poste régulier et son nouvel entraîneur J.D. Forrest, lui reproche de nouveau son effort inégal. L'année suivante est encore pire alors qu'il n'est pas inclue dans la formation pour tous les matchs. En mi-saison, il est prêté aux Griffins de Grand Rapids, club-école des Red Wings de Détroit, l'équipe qu'il supportait dans son enfance.
À la fin de l'année, Drozg quitte l'Amérique du Nord pour la KHL. Il rejoint alors l'Amour Khabarovsk. Après deux ans et demi avec l'équipe, il passe au HC Red Star Kunlun.

### Carrière internationale
Drozg représente la Slovénie au niveau international.

## Statistiques

### En club
| Saison    | Équipe                            | Ligue           |    | Saison régulière | Saison régulière | Saison régulière | Saison régulière | Saison régulière |    | Séries éliminatoires | Séries éliminatoires | Séries éliminatoires | Séries éliminatoires | Séries éliminatoires |
| Saison    | Équipe                            | Ligue           | PJ | B                | A                | Pts              | Pun              | PJ               | B  | A                    | Pts                  | Pun                  |                      |                      |
| 2013-2014 | HK Maribor U18                    | EBJL            | 25 | 20               | 11               | 31               | 46               | -                | -  | -                    | -                    | -                    |                      |                      |
| 2013-2014 | HK Maribor U18                    | Slovénie U18    | -  | -                | -                | -                | -                | 6                | 5  | 0                    | 5                    | 10                   |                      |                      |
| 2014-2015 | HK Maribor                        | Slovenska liga  | 11 | 4                | 3                | 7                | 6                | -                | -  | -                    | -                    | -                    |                      |                      |
| 2014-2015 | HK Maribor U18                    | EBJL            | 25 | 47               | 31               | 78               | 37               | 3                | 3  | 2                    | 5                    | 0                    |                      |                      |
| 2014-2015 | HK Maribor U18                    | Slovénie U18    | -  | -                | -                | -                | -                | 5                | 10 | 9                    | 19                   | 6                    |                      |                      |
| 2015-2016 | Leksands IF U18                   | J18 Elit        | 22 | 16               | 15               | 31               | 16               | -                | -  | -                    | -                    | -                    |                      |                      |
| 2015-2016 | Leksands IF U18                   | J18 Allsvenskan | 16 | 10               | 10               | 20               | 10               | 5                | 0  | 1                    | 1                    | 0                    |                      |                      |
| 2015-2016 | Leksands IF J20                   | J20 SuperElit   | 1  | 0                | 0                | 0                | 2                | -                | -  | -                    | -                    | -                    |                      |                      |
| 2016-2017 | Leksands IF U18                   | J18 Elit        | 18 | 12               | 16               | 28               | 8                | -                | -  | -                    | -                    | -                    |                      |                      |
| 2016-2017 | Leksands IF U18                   | J18 Allsvenskan | 17 | 7                | 14               | 21               | 10               | 4                | 1  | 2                    | 3                    | 8                    |                      |                      |
| 2016-2017 | Leksands IF J20                   | J20 SuperElit   | 4  | 3                | 2                | 5                | 0                | 2                | 1  | 0                    | 1                    | 0                    |                      |                      |
| 2017-2018 | Cataractes de Shawinigan          | LHJMQ           | 61 | 16               | 34               | 50               | 44               | -                | -  | -                    | -                    | -                    |                      |                      |
| 2017-2018 | Penguins de Wilkes-Barre/Scranton | LAH             | 1  | 0                | 1                | 1                | 0                | -                | -  | -                    | -                    | -                    |                      |                      |
| 2018-2019 | Cataractes de Shawinigan          | LHJMQ           | 60 | 21               | 41               | 62               | 48               | 6                | 4  | 2                    | 6                    | 8                    |                      |                      |
| 2018-2019 | Penguins de Wilkes-Barre/Scranton | LAH             | 2  | 0                | 0                | 0                | 2                | -                | -  | -                    | -                    | -                    |                      |                      |
| 2019-2020 | Penguins de Wilkes-Barre/Scranton | LAH             | 32 | 5                | 3                | 8                | 12               | -                | -  | -                    | -                    | -                    |                      |                      |
| 2019-2020 | Nailers de Wheeling               | ECHL            | 24 | 13               | 10               | 23               | 16               | -                | -  | -                    | -                    | -                    |                      |                      |
| 2020-2021 | HK Olimpija Ljubljana             | Slovenska liga  | 6  | 9                | 2                | 11               | 37               | -                | -  | -                    | -                    | -                    |                      |                      |
| 2020-2021 | HK Olimpija Ljubljana             | AlpsHF          | 10 | 7                | 10               | 17               | 14               | -                | -  | -                    | -                    | -                    |                      |                      |
| 2020-2021 | Penguins de Wilkes-Barre/Scranton | LAH             | 30 | 5                | 2                | 7                | 10               | -                | -  | -                    | -                    | -                    |                      |                      |
| 2021-2022 | Penguins de Wilkes-Barre/Scranton | LAH             | 23 | 4                | 6                | 10               | 8                | -                | -  | -                    | -                    | -                    |                      |                      |
| 2021-2022 | Griffins de Grand Rapids          | LAH             | 15 | 0                | 1                | 1                | 4                | -                | -  | -                    | -                    | -                    |                      |                      |
| 2022-2023 | Amour Khabarovsk                  | KHL             | 40 | 8                | 13               | 21               | 18               | -                | -  | -                    | -                    | -                    |                      |                      |
| 2023-2024 | Amour Khabarovsk                  | KHL             | 49 | 9                | 17               | 26               | 22               | 6                | 3  | 2                    | 5                    | 6                    |                      |                      |
| 2024-2025 | Amour Khabarovsk                  | KHL             | 23 | 2                | 4                | 6                | 12               | -                | -  | -                    | -                    | -                    |                      |                      |
| 2024-2025 | HC Red Star Kunlun                | KHL             | 33 | 6                | 12               | 18               | 41               | -                | -  | -                    | -                    | -                    |                      |                      |

### En équipe nationale
| Année | Compétition                              |   | PJ | B | A  | Pts | Pun | +/-                             |  | Résultat |
| 2015  | Championnat du monde moins de 18 ans D1B | 5 | 4  | 2 | 6  | 0   | +5  | 2e place                        |  |          |
| 2016  | Championnat du monde moins de 18 ans D1B | 5 | 3  | 4 | 7  | 2   | -1  | 4e place                        |  |          |
| 2017  | Championnat du monde moins de 18 ans D1B | 5 | 5  | 8 | 13 | 4   | +7  | 1re place - Promotion           |  |          |
| 2017  | Championnat du monde junior D1B          | 3 | 1  | 2 | 3  | 2   | 0   | 3e place                        |  |          |
| 2018  | Championnat du monde junior D1B          | 5 | 5  | 4 | 9  | 10  | +3  | 3e place                        |  |          |
| 2018  | Championnat du monde D1A                 | 5 | 1  | 0 | 1  | 2   | 0   | 5e place                        |  |          |
| 2019  | Championnat du monde junior D1B          | 5 | 4  | 8 | 12 | 14  | +3  | 1re place - Promotion           |  |          |
| 2019  | Championnat du monde D1A                 | 5 | 5  | 2 | 7  | 4   | +7  | 4e place                        |  |          |
| 2022  | JO - Qualifications                      | 3 | 1  | 1 | 2  | 8   | +1  | 3e place, groupe F              |  |          |
| 2023  | Championnat du monde                     | 7 | 3  | 0 | 3  | 0   | -4  | 8e place, groupe B - Relégation |  |          |
| 2024  | Championnat du monde D1A                 | 5 | 1  | 1 | 2  | 4   | -1  | 2e place - Promotion            |  |          |
| 2025  | Championnat du monde                     | 7 | 0  | 1 | 1  | 2   | -2  | 7e place, groupe A              |  |          |